# Uno straniero a Paso Bravo
Uno straniero a Paso Bravo è un film del 1968 diretto da Salvatore Rosso.

## Trama
Gary Hamilton, torna nella città a Paso Bravo dopo sette anni di prigione per vendicare la morte della moglie e della figlia, uccise in un incendio nella loro casa insieme ad altre due persone.